# Comolia villosa
Comolia villosa är en tvåhjärtbladig växtart som först beskrevs av Jean Baptiste Christophe Fusée Aublet, och fick sitt nu gällande namn av José Jéronimo Triana. Comolia villosa ingår i släktet Comolia och familjen Melastomataceae. Inga underarter finns listade i Catalogue of Life.